# Bathurst (Toronto Subway)

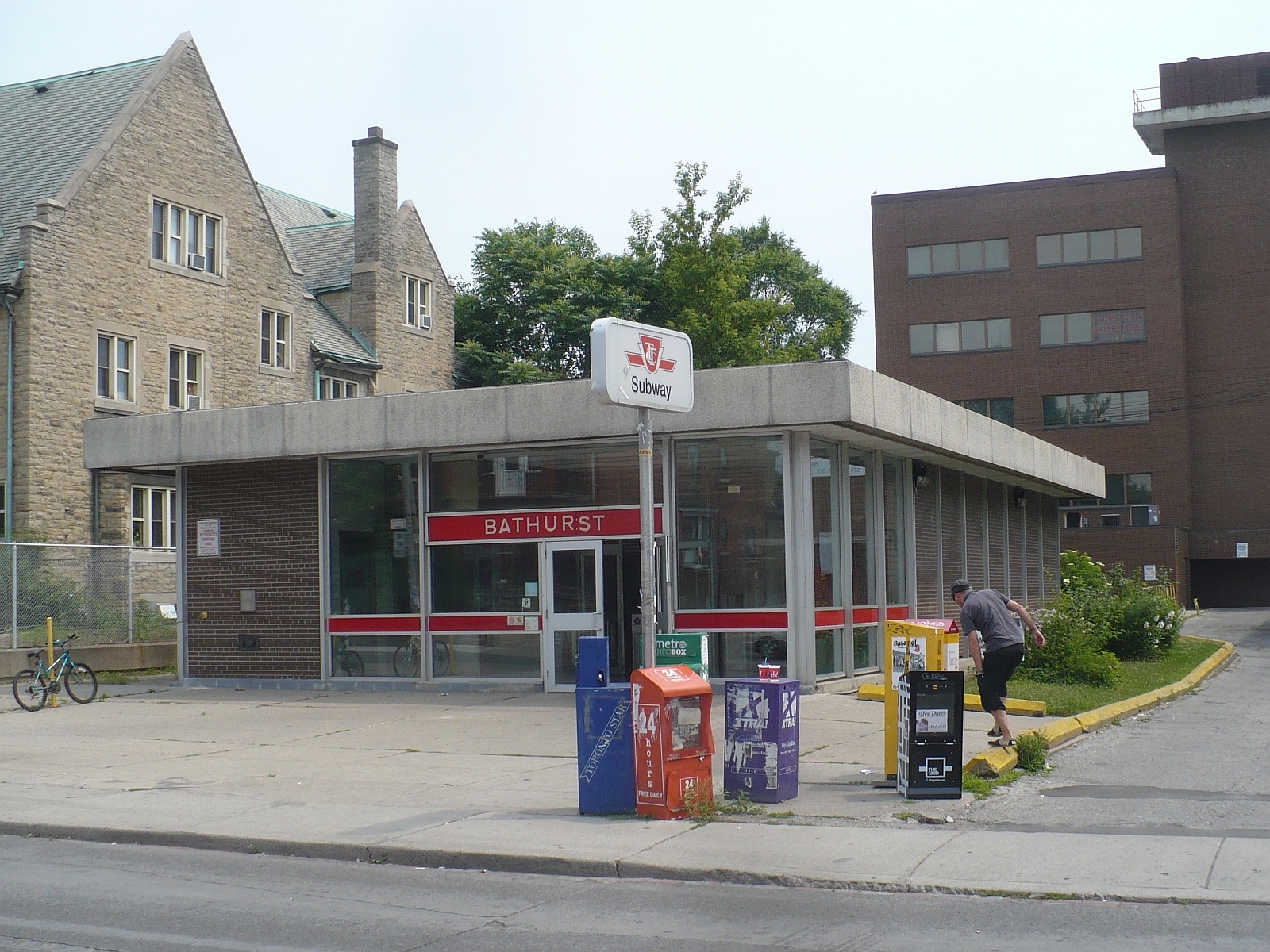
Eingang zur Station Bathurst

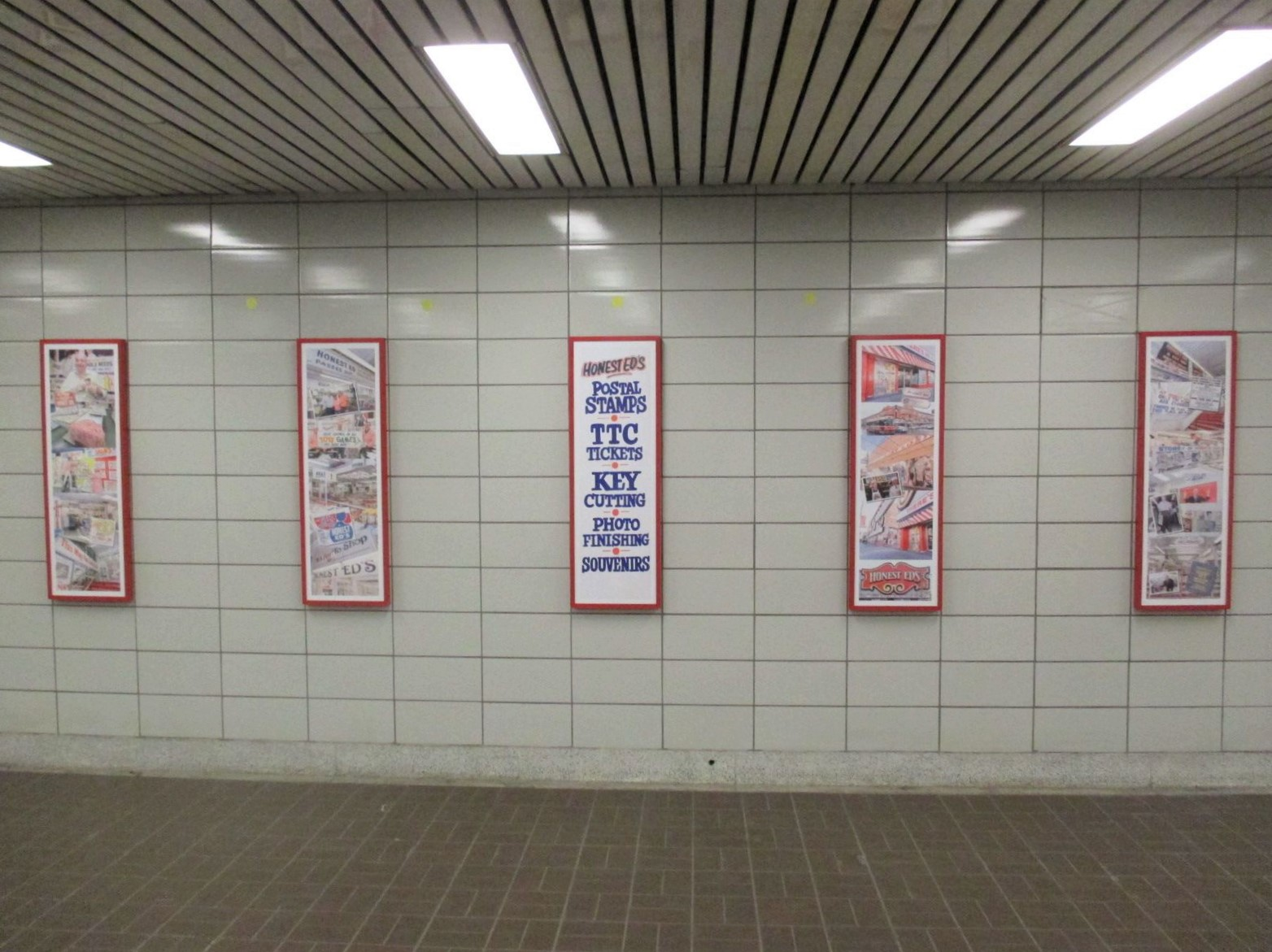
Hommage an Honest Ed’s

Bathurst ist eine unterirdische U-Bahn-Station in Toronto. Sie befindet sich an der Bloor-Danforth-Linie der Toronto Subway, an der Kreuzung von Bloor Street und Bathurst Street. Die Station besitzt Seitenbahnsteige und wird täglich von durchschnittlich 26.900 Fahrgästen genutzt (2018).
Es besteht eine Umsteigemöglichkeit zu einer Buslinie der Toronto Transit Commission (TTC). Außerdem befindet sich unweit der Station eine Wendeschleife der Straßenbahn. Dabei handelt es sich um die Endstation der Linie 511, die entlang der Bathurst Street zum Exhibition Place führt. Jeweils im August während der Canadian National Exhibition verkehren von hier aus zahlreiche Sonderfahrten. Die Eröffnung der Station erfolgte am 26. Februar 1966, zusammen mit dem Abschnitt Keele – Woodbine. Der Straßenbahnbetrieb nördlich der Bloor Street wurde am selben Tag eingestellt; die Strecke dient seither nur noch als Zufahrt zur Hauptwerkstatt.
Die Station war im November 2016 mit Schildern und Slogans im einzigartigen Stil des nahe gelegenen bekannten Kaufhauses Honest Ed’s dekoriert, bis kurz nach dessen Schließung am 31. Dezember 2016. Zusätzlich zu dieser einzigartigen Hommage waren die Abonnemente der TTC mit dem Logo von Honest Ed’s verziert. Später installierte die TTC im Durchgang zur Straßenbahn- und Bushaltestelle eine permanente Hommage an Honest Ed’s, bestehend aus fünf vertikalen Tafeln und einem Wandgemälde. Die Tafeln zeigen Fotos, Ladenschilder und andere Memorabilia, die die auf das ehemalige Kaufhaus hinweisen. Das Wandbild zeigt eine realistische, lebensgroße Abbildung der Tresortür, die sich an der Nordseite von Honest Ed’s befand. Das Trompe-l’œil-Bild lässt die Beschläge der Tür dreidimensional erscheinen. Auf einer der fünf Tafeln befinden sich zwei kleinere Abbildungen jener Tresortür.